# Marija Kodrič
Marija Kodrič, slovenska inženirka agronomije, * 5. maj 1911, Črnolica (Nova vas pod Rifnikom), † 1997.

## Življenjepis
Marija Kidrič, šolska sestra sv. Frančiška z redovnim imenom Smiljana je leta 1937 diplomirala na Agronomski in gozdarski fakulteti v Zemunu (Srbija). Od leta 1937 do 1946 je poučevala na Kmetijsko-gospodinjski šoli v Svečini ter gospodinjskih šolah v Zemunu in Ljubljani. Nato se je od 1946 do 1966 ukvarjala z agrokemijo in predvsem pedologijo na raziskovalnih inštitucijah v Ljubljani. Sodelovala je pri pedološkem kartiranju Bele krajine in gozdnih območji Pokljuke, Jelovice, Pohorja, Snežnika in Krasa. Objavila je številne strokovne članke v Gozdarskem vestniku in Šumarski enciklopediji. S svojim redom je bila ves čas povezana. Leta 1966 je postala oskrbnica v nunciaturi v Beogradu, odšla 1975 v Rim, kjer je bila do 1981 vikarica vrhovne predstojnice, nato svetovalka za slovenske province.